# Hořešovice
Hořešovice (Duits: (Groß) Horeschowitz) is een Tsjechische gemeente in de regio Midden-Bohemen, en maakt deel uit van het district Kladno. Het dorp ligt op 10 km afstand van Slaný en op 17 km afstand van de stad Kladno.
Hořešovice telt 262 inwoners (2023).

## Geschiedenis
De eerste schriftelijke vermelding van het dorp dateert van 1227.
Sinds 1960 is Hořešovice een zelfstandige gemeente binnen het district Kladno.

## Bezienswaardigheden
- Petrus-Pauluskerk, een gotische kerk met ribgewelf, met een pelikaan op de pinakel en een barokken altaar;
- Klokkentoren, een houten toren op bakstenen basis met barokken uitstraling;
- Standbeeld van Johannes van Nepomuk, een beeld uit 1863, op het dorpsplein.

## Verkeer en vervoer

### Autowegen
Weg II/237 loopt door het dorp en verbindt Hořešovice met Rakovník, Nové Strašecí, Peruc en Libochovice. Weg I/7 loopt in de buurt van het dorp en verbindt Hořešovice met Praag, Slaný, Louny en Chomutov.

### Spoorlijnen
Er is geen spoorlijn of station in het dorp. Het dichtstbijzijnde station is Klobuky v Čechách, op 4 km afstand. Dat station ligt aan spoorlijn 110 Kralupy nad Vltavou - Slaný - Louny.

### Buslijnen
Er halteren buslijnen naar de volgende bestemmingen in het dorp: Chomutov, Litvínov, Louny, Most, Praag en Slaný.

## Galerij

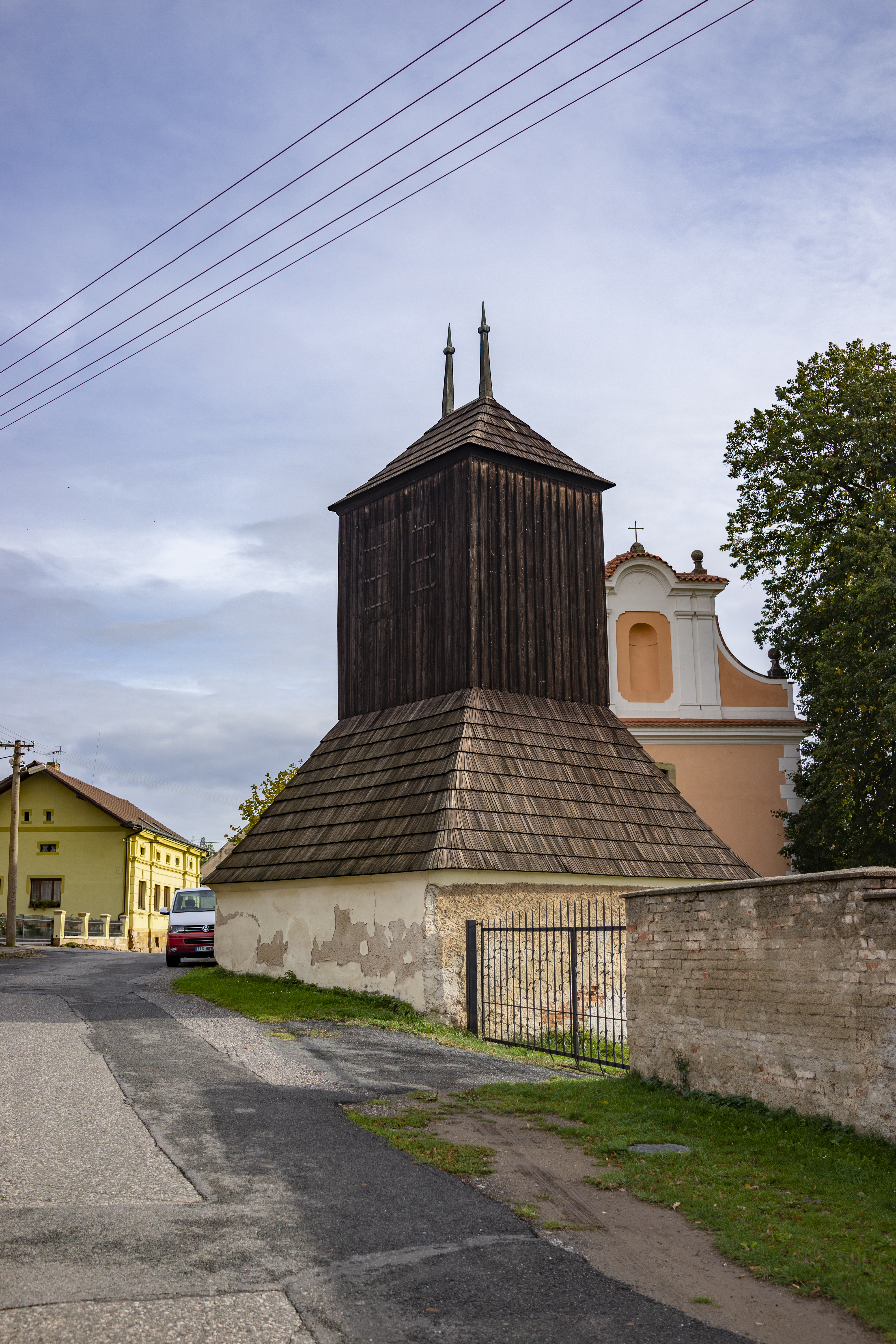
Klokkentoren
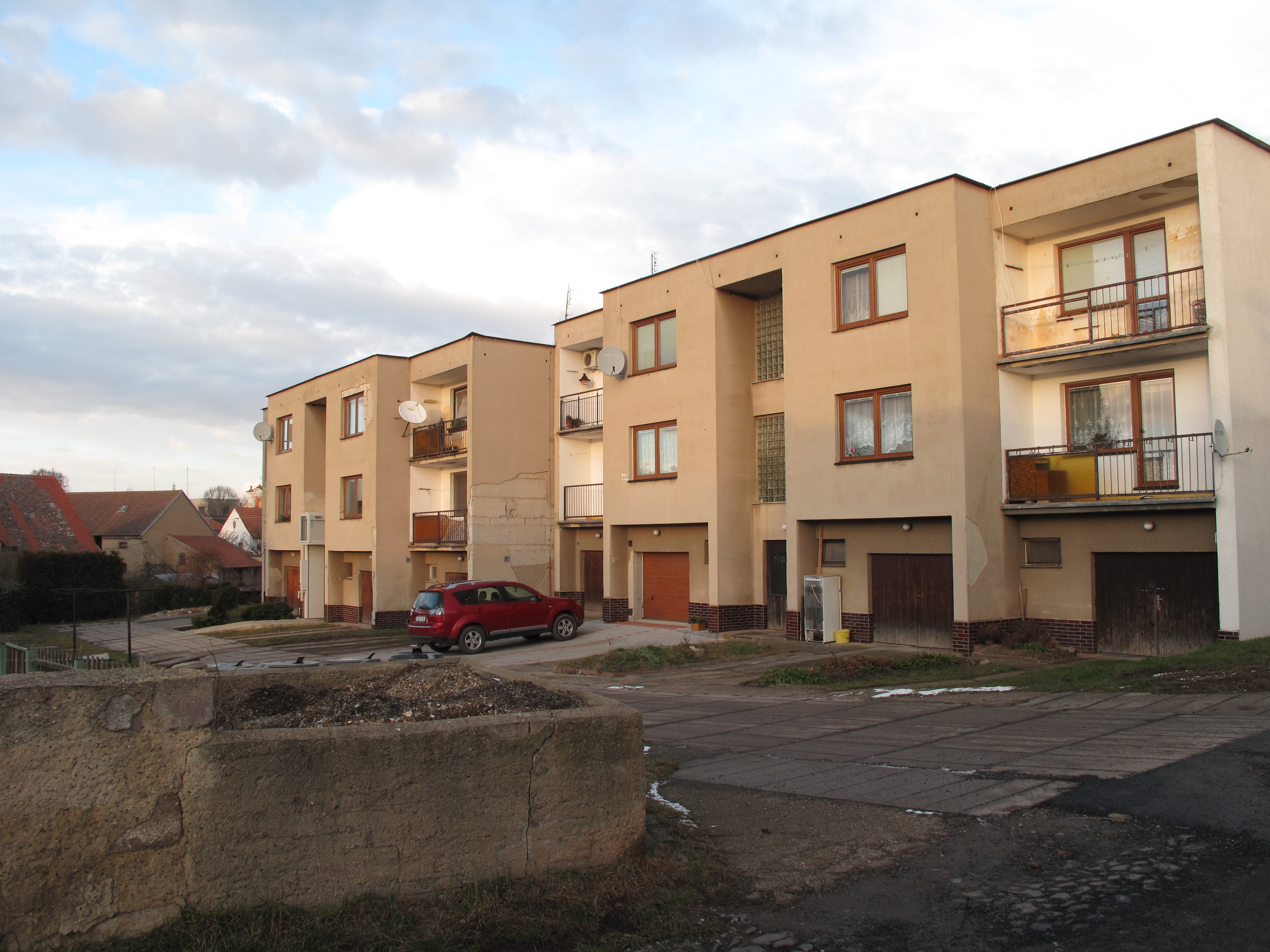
Appartementsgebouwen in het dorp
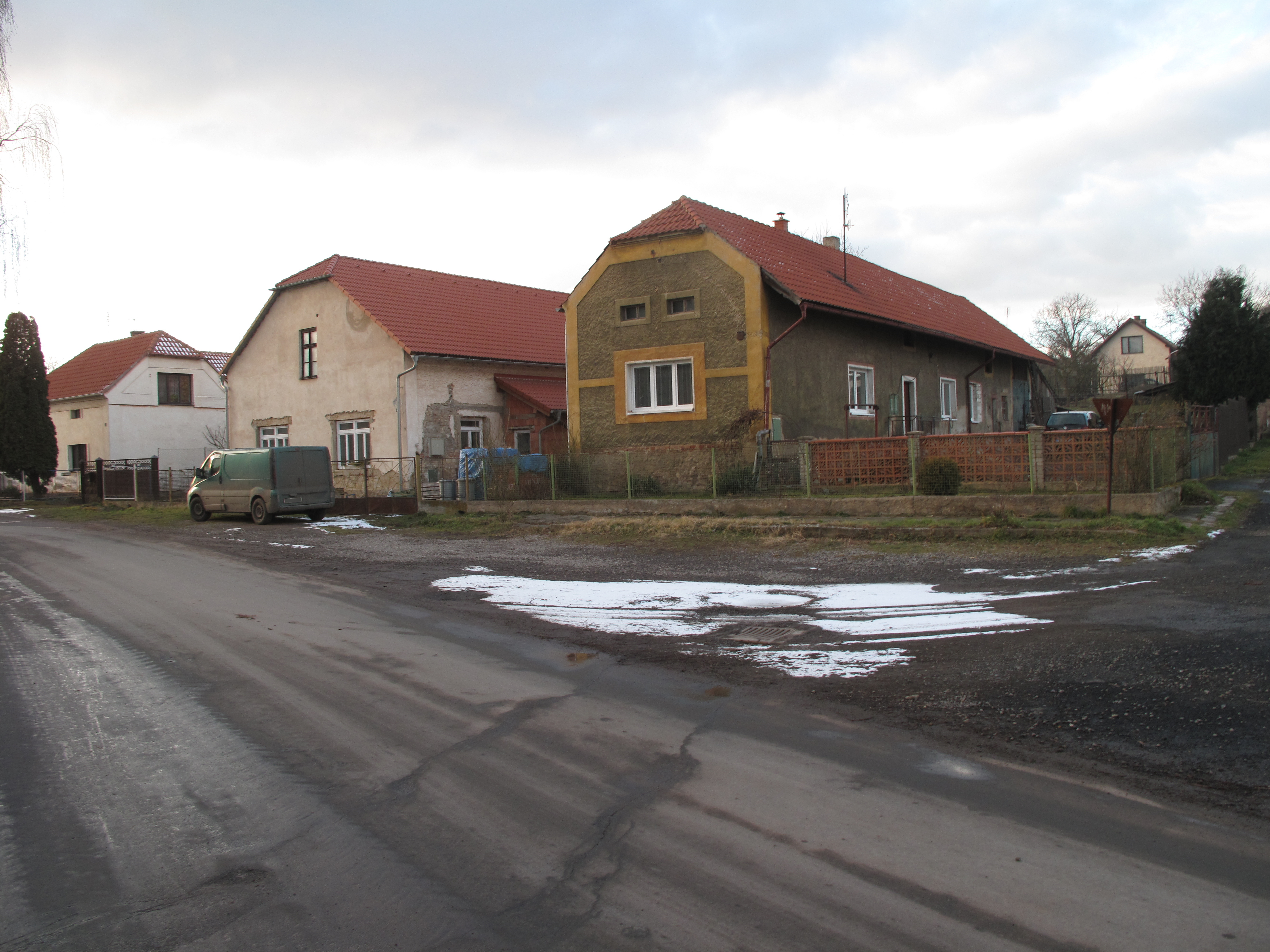
Huizen in het dorp (1)
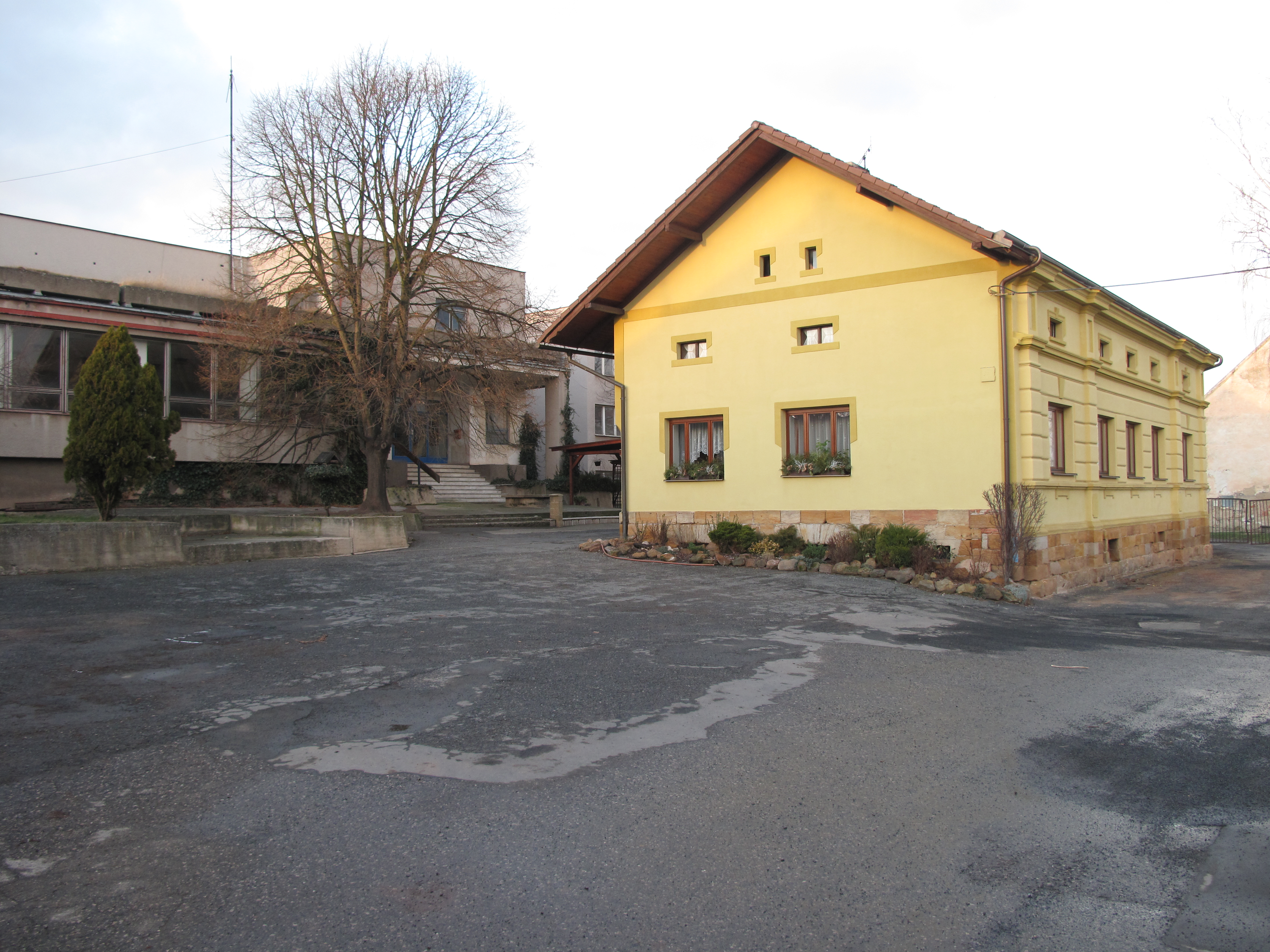
Huizen in het dorp (2)
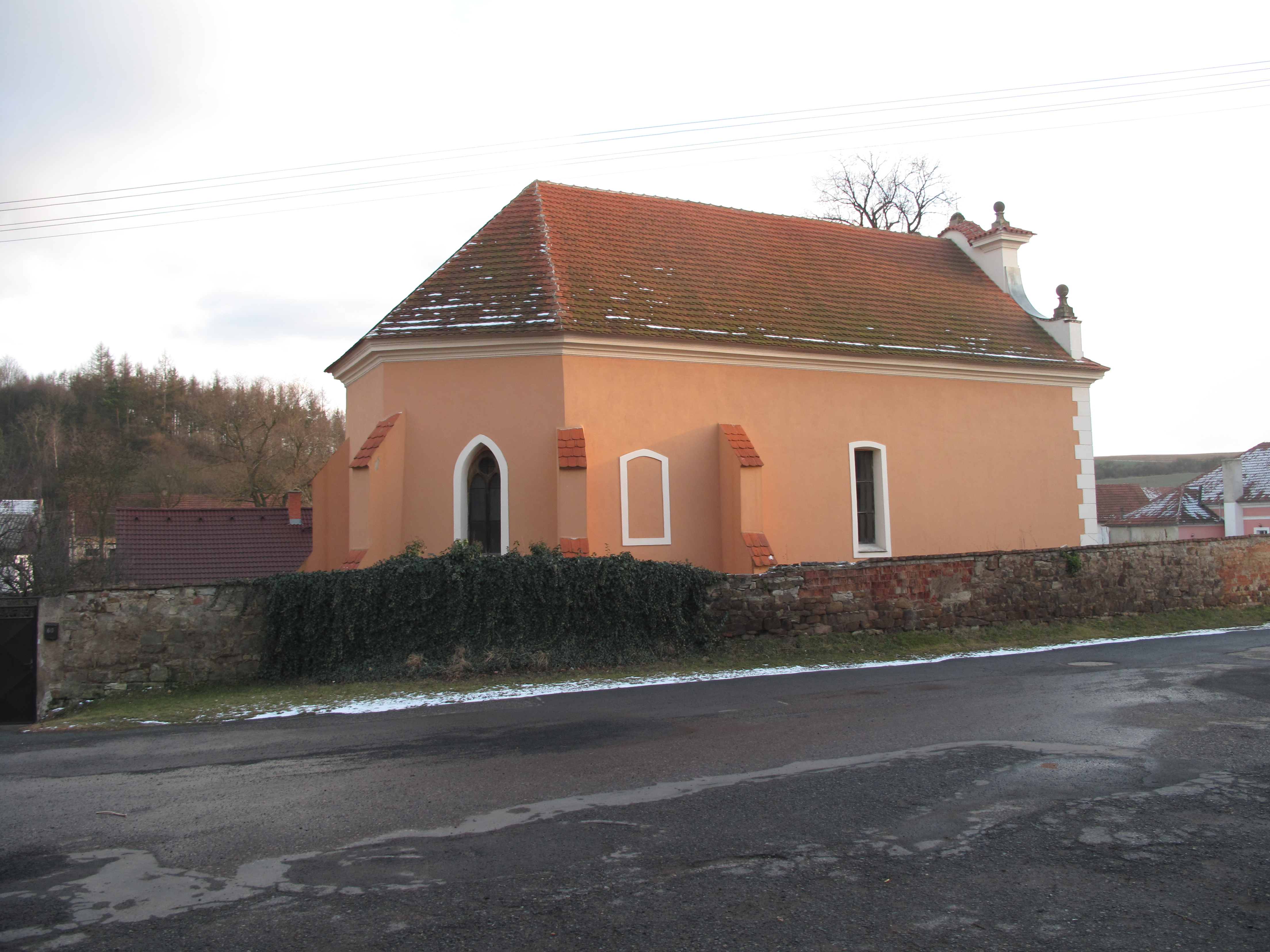
Petrus-Pauluskerk
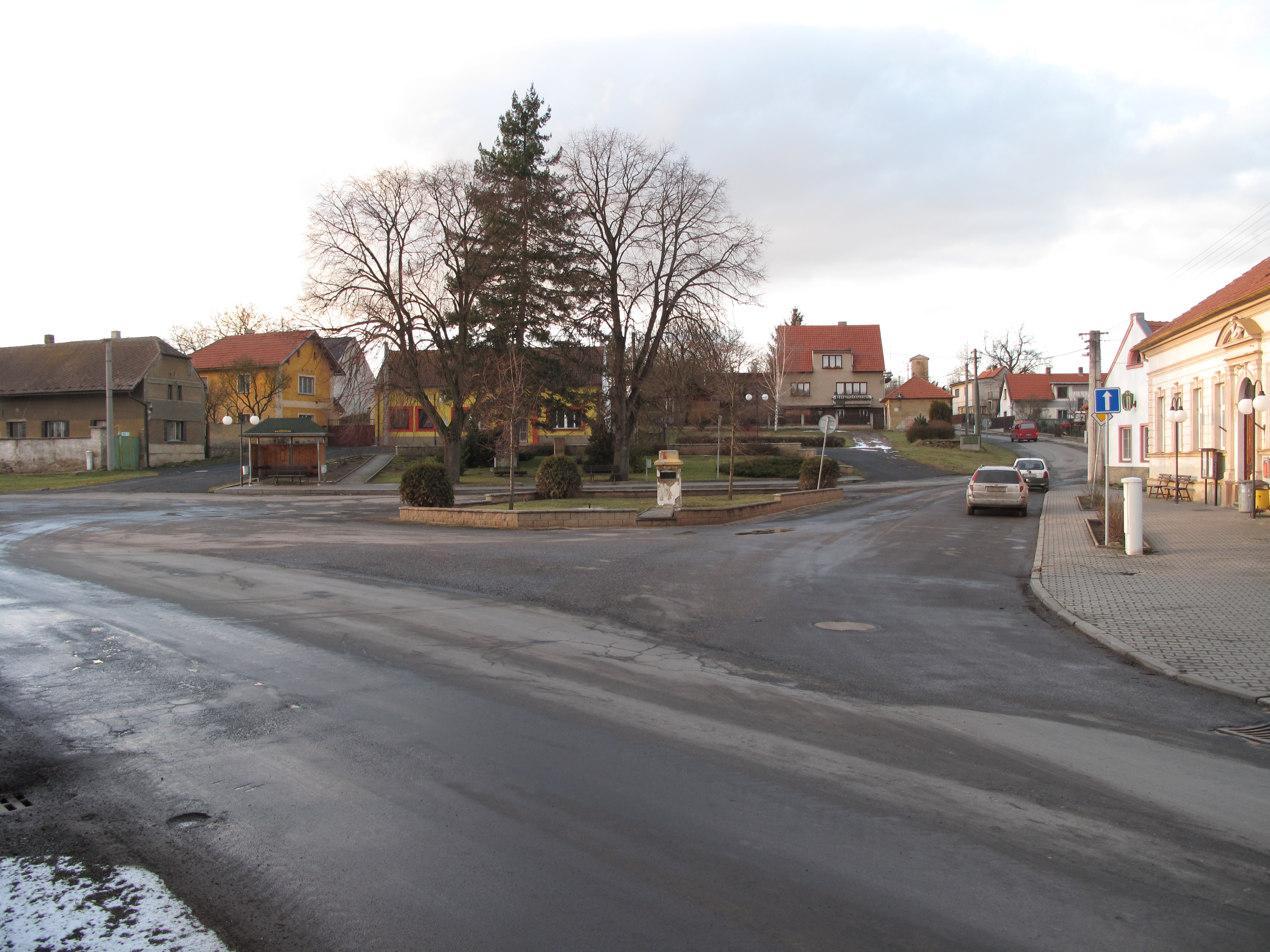
Dorpsplein
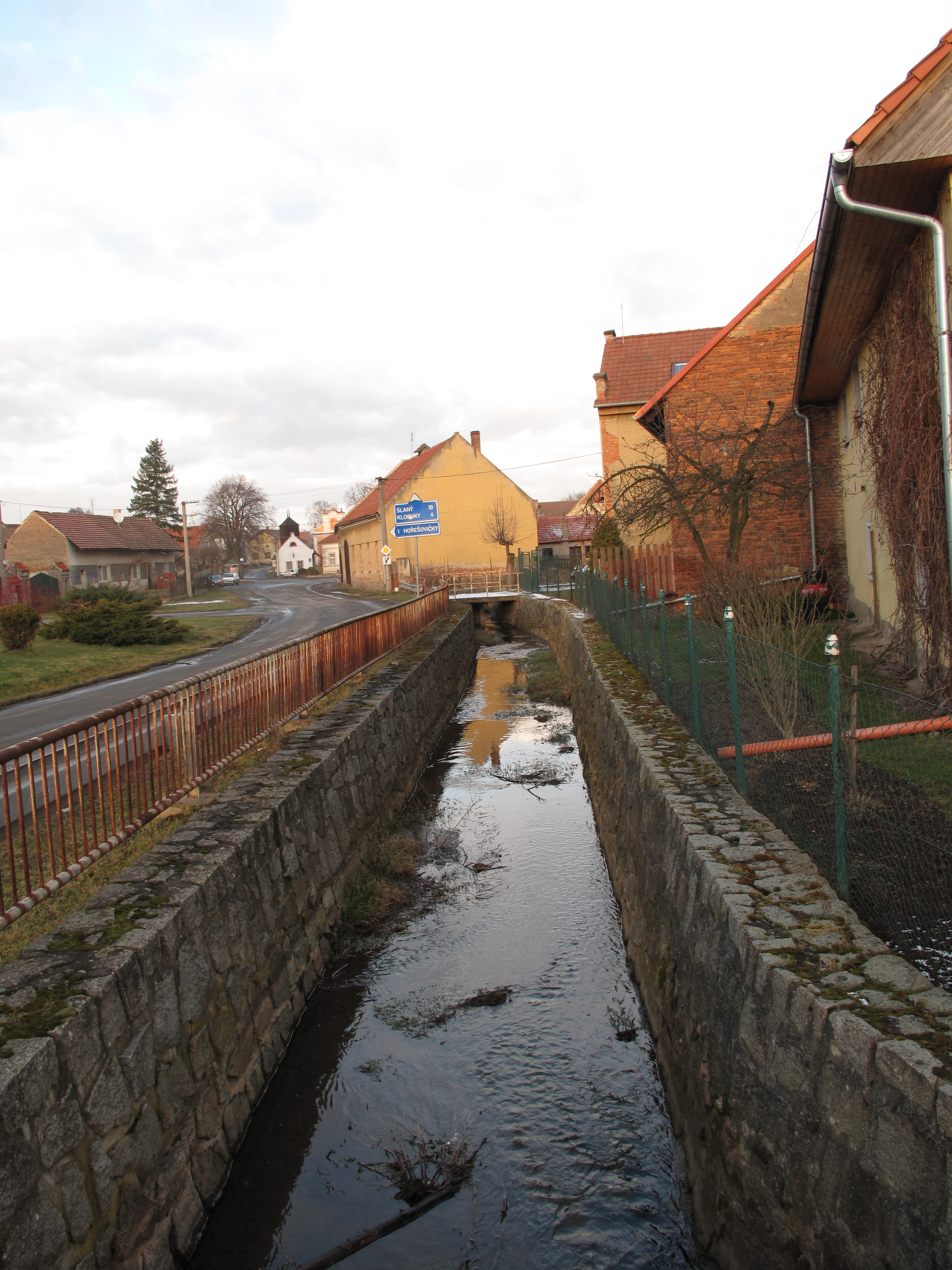
Beekje in het dorp
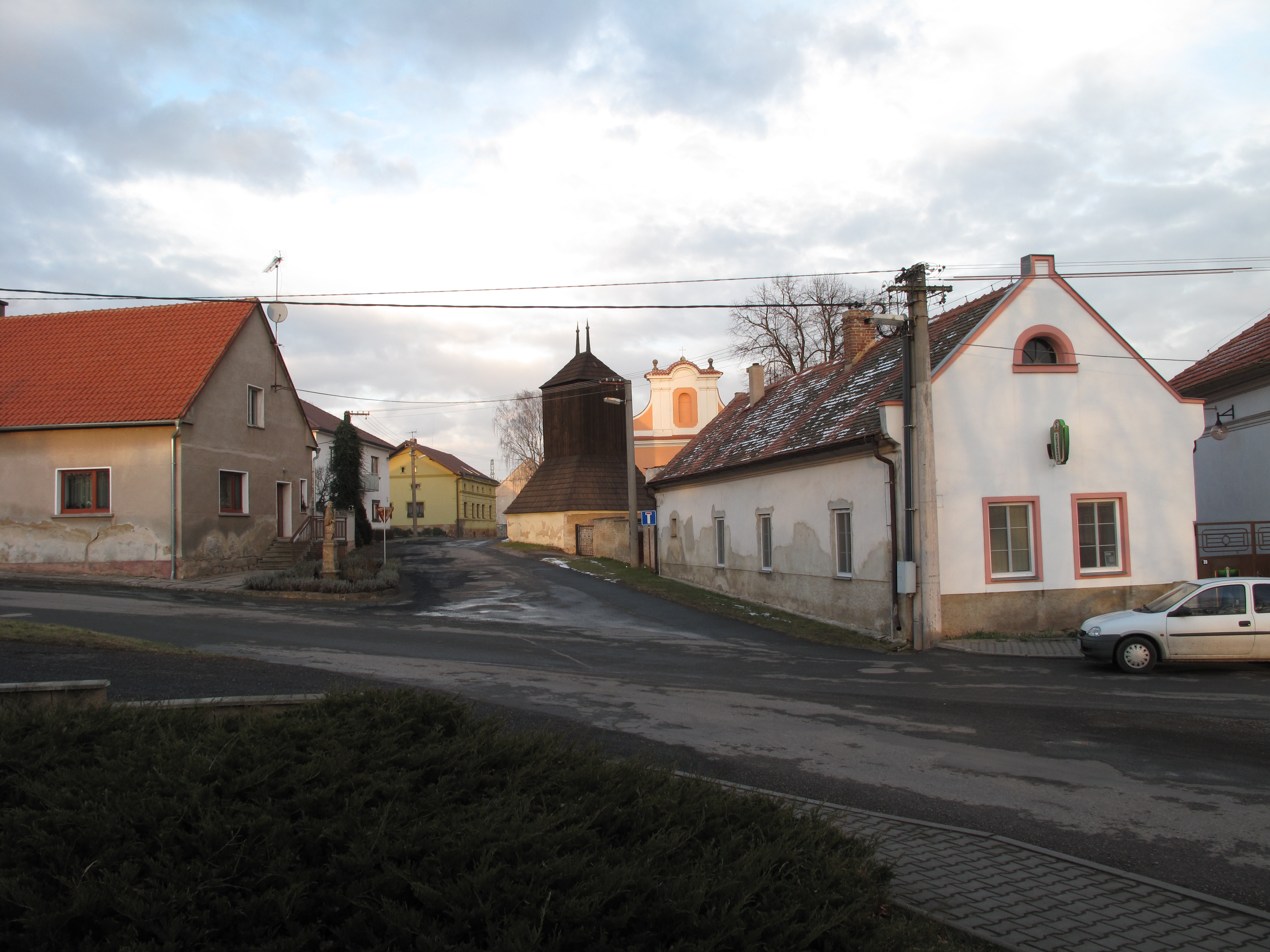
Straat naar de klokkentoren